# 郭秉鑫
郭秉鑫（英語：Sunny Kok Ping Kam，1973年4月23日—），香港資訊及通訊科技企業家，語音聊天手機應用程式TalkBox聯合創辦人及行政總裁。

## 簡歷

### 早年生活
郭秉鑫出生於香港，在小學期間的作文題目《我的志願》，己立志要成為企業家的意向，在中學時砌出第一個滑鼠，自此與科技創業結上淵源，1995年畢業於香港城市大學資訊系統文學士課程後任職亞洲訊息科技公司（港交所創業板：8025，現「亞洲資產(控股)有限公司」），在1997年，他隨前上司加盟納斯達克上市的中華網科技china.com（港交所創業板：8006)擔任業務拓展工作。

### 創業
1998年，科網股熱潮時期，郭秉鑫與三位同事黃國明(Johnny Wong)、梁劭斌(Benny Leung)和黃首源(Stephen Wong)於中華網工作期間合作創辦公司，開發訴訟數據查閱網站creditondemand.com。
1999年11月，四人合作創辦MDY2 (HK) LIMITED 網曆(香港)有限公司，開發www.mmddyy.com，是全世界首個跨平台(PDA，WAP，網站)網上同步行事曆系統及服務「網曆webganizer」，webganizer是英語web 和organizer所組成的混成詞。
2001年2月，網曆公司轉型為手機遊戲公司Imoeba Limited，與香港一間電信公司合作，推出全世界首個以SMS短訊形式進行的虛擬約會手機遊戲「I-DateU」，2003年上市計劃胎死腹中而被迫擱置。
其後四人轉到廣州，參與開發中國內地一間電訊公司的「移動夢網」(WAP)流動增值服務，因合作上的失誤釀成中國歷史上首宗有關手機的法律訴訟。

### 加盟初創企業
2005年，郭秉鑫及其團隊回港發展，加盟由前上司張子恆(英語：Arthur Chang Che-hang)於2003年創辦的科技初創企業Green Tomato Limited。
2008年，郭秉鑫獲委任為Green Tomato Limited行政總裁。

### 研發語音即時通訊應用
適逢智能手機iPhone面世，郭秉鑫在一次駕車期間的經歷中，意外地構想到利用語音比起文字回覆傳統短訊更為快速、直接傳遞訊息的用戶體驗。
郭秉鑫聯同另外兩位創辦人郭挺年(Danny Kok)和莊芷坤(Jacqueline)，帶領研發團隊進行新產品開發，最後研發出語音即時通訊應用平台「Talkbox」。Talkbox最初計劃的商業模式是一個0.99美金的收費軟件，像WhatsApp一樣，其後推出市場時為免費軟件。
語音即時通訊應用在2010年代早期至中期成為通訊軟件的主流類型，尤其是在4G智能手機平台及可穿戴式智能產品。

### 生態圈及孵化器
2020年，郭秉鑫成立初創生態圈，與其他初創公司合作並產生協同效應。

## 流行文化
郭秉鑫就Talkbox的用戶創新商業模式及創業發展里程成為流行文化，多次成為跨媒體創作的籃本。

### 影視文學形象
2014年，香港電台電視部單元劇《IT行者》 第7集「數碼兄弟」是改編自郭秉鑫和其弟郭挺年就語音即時通訊應用TalkBox的創業歷程，譚俊彥和Sammy@Kolor飾演郭氏兄弟。
2015年，被中國內地作家付遙改編成商戰小說《創業時代系列》（付遙著;中信出版社 2015年 ISBN 9787508651460）
2018年，小說《創業時代》授權衍生作品，中國大陸劇集《創業時代》首播，黄轩飾演角色郭鑫年。
2022年， ViuTV電視劇《IT狗》內容有關香港創業公司與中国大陆科技巨擘的市場競爭情節，源自Talkbox共同創辦人郭秉鑫的創業歷程。

### 故事藍本和角色原型
《創業時代》小說和電視劇故事中手機應用程式「魔晶」的原型是「TalkBox」，角色「郭鑫年」的原型是Talkbox創始人「郭氏兄弟」，包括行政總裁郭秉鑫（兄）和產品總監郭挺年（弟），名字則各取兄弟其名的 「鑫」和「年」所組成 。

### 書籍
- 《創業大時代——香港Startup顛覆世界》作者：黃雅麗[45]、方健僑 出版者：Enrich Publishing Limited 2015年  ISBN 9888292692

### 新媒體
2018年，郭秉鑫參與演出一間銀行網路行銷的廣告及成為一部香港電影《逆向誘拐》的出品人。
2019年，郭秉鑫真人真事改編的科技創業故事微電影「綠蕃茄戰隊」公映。

## 公職及專業服務
- 香港無線科技商會副主席（2016年度）[48]
- 香港經濟日報行政人員版專欄作家[49]
- 香港城市大學應用程式實驗室顧問[50]
- 香港大學專業進修學院[51]和香港理工大學[52]講座分享創業歷程

## 獎項與榮譽
- 2012年「亞太資訊及通訊科技大獎」(Asia Pacific Information and Communications Technology Awards, APICTA) - 「TalkBox Limited」 [53]
- Asia Pacific Entrepreneurship Awards 2012
- Capital資本雜誌資本傑出領袖2013[54]
- 2015香港資訊及通訊科技獎─最佳流動應用程式獎 [55]

## 外部連結
- 郭秉鑫的Facebook專頁
- 郭秉鑫的Instagram帳戶
- 郭秉鑫的新浪微博
- 郭秉鑫的X（前Twitter）
- 郭秉鑫的領英專頁
- 郭秉鑫在香港影庫上的簡介
- Green Tomato Limited （页面存档备份，存于）